# 際·范維爾梅斯克肯
際·范維爾梅斯克肯（日语：ファン ウェルメスケルケン 際；1994年6月28日—），日本足球運動員，現效力日職球會川崎前鋒，司職右後衛。

## 俱樂部生涯
1994年6月28日，范维尔梅斯克肯出生于荷兰林堡省马斯特里赫特。母亲为日本人，父亲是荷兰人。两岁时，他与父母前往日本生活。
2002年，8岁的他进入八岳风林少年队。2008年，14岁时在他就读山梨县北杜市立甲陵高等学校的同时进入甲府风林的U15队。
2013年，19岁目标是考入大学的他决定返回荷兰加盟多德勒支二队青训营。
2015年5月10日，荷甲第33轮，他在多德勒支一队完成了职业首秀，随后球队降级荷乙。同年6月15日，他正式与多德勒支签约两年合同，成为真正的职业球员（两年间作为球队主力一共出场了62场比赛）。11月27日，收获了职业处子进球。
2017年8月21日，22岁的他与荷乙SC甘堡尔签约两年。 2018/2019赛季，他入选荷乙赛季最佳11人。
在经过了两个赛季后，2019年7月9日，25岁的他以自由身的身份加盟了荷甲茲沃勒，签约两年。他将迎来自己足球生涯的首次顶级联赛。
荷乙茲沃勒官宣了范维尔梅斯克肯转会荷甲SC甘堡尔的消息，双方签约一年。
10月1日，荷甲第8轮，SC甘堡尔3:0击败PSV燕豪芬。范维尔梅斯克肯首发并打满全场。第90分钟禁区内抽射破门，打入本赛季首球。

## 國家隊生涯
2016年3月14日，21岁的他得到了时任日本U23国奥队手仓森诚的征召，并在与墨西哥国奥的比赛中首次国奥队登场，而两个月后他又参加了土伦杯比赛。

## 外部連結
- Sai van Wermeskerken official Instagram
- worldfootball.net：際·范維爾梅斯克肯之統計數據 （英文）
- Soccerway資料庫：際·范維爾梅斯克肯
- Sai van Wermeskerken profile （页面存档备份，存于） at Japan Football Association